# Plantación

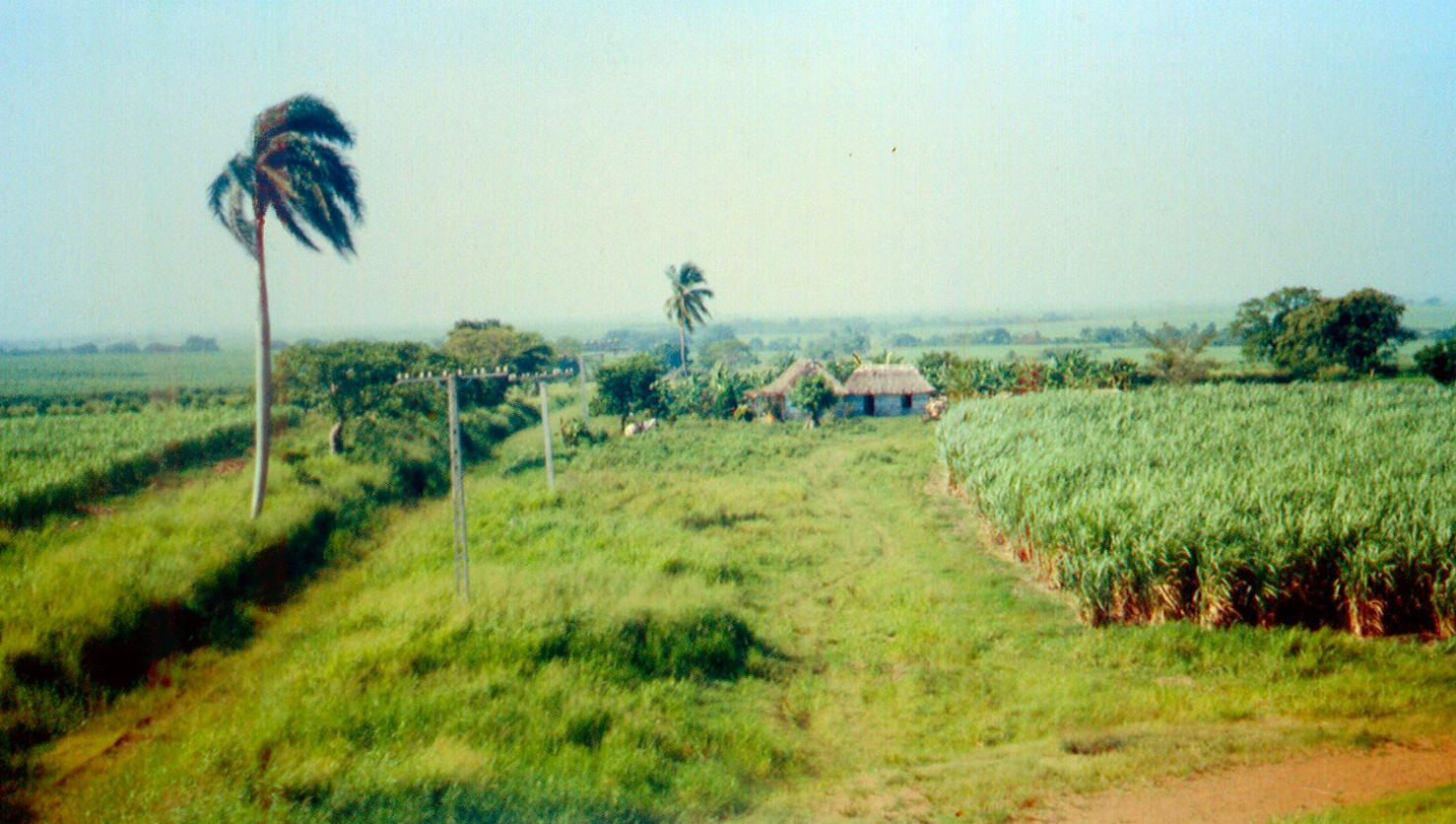
Plantación de caña de azúcar, en Cuba.

En sentido general, se denomina plantación debido a la acción de plantar y al conjunto de todo lo plantado. Es un sistema agrario latifundista desarrollado principalmente en la zona intertropical, tanto en América como en África y en Asia.

## Cómo hacer plantaciones
Para hacer plantaciones en buen estado es menester conocer bien la naturaleza del suelo y el estado del subsuelo y, sobre todo, las exigencias ecológicas del propio cultivo. Así se podrá tener una base para la elección de los árboles u otros tipos de vegetales que deben plantarse. Tradicionalmente se venía sobreestimando la importancia del suelo y su calidad, sin tener en cuenta que los cultivos de plantación originarios de la zona intertropical no presentan muchas exigencias en cuanto a los suelos y sus nutrientes.

### En las zonas templadas
1. En la reforestación o en las plantaciones de árboles con fines forestales pueden tenerse en cuenta las siguientes sugerencias:
2. En los cultivos extensivos deben tenerse en cuenta las peculiaridades de cada uno en lo que se refiere a la ecología de la planta, sus necesidades de agua, su ciclo vegetativo, condiciones de los suelos, pendientes y clima, drenajes y época de siembra, cuidados, cosecha y recolección. Pueden incluirse dentro de estos tipos las plantaciones de trigo, maíz y otros cereales, remolacha azucarera, soja, girasol y muchos otros.

### En la zona intertropical
Cuando se habla de cultivos de plantación se suele entender aquellos tipos de cultivo extensivo que están destinados a producir materias primas para la industria, de escaso valor de acuerdo a su peso y que requieren grandes capitales para su desarrollo. Son cultivos emblemáticos de plantación: la caña de azúcar, el algodón, el tabaco, el café, el cacao, las bananas, piñas y otras frutas, etc.

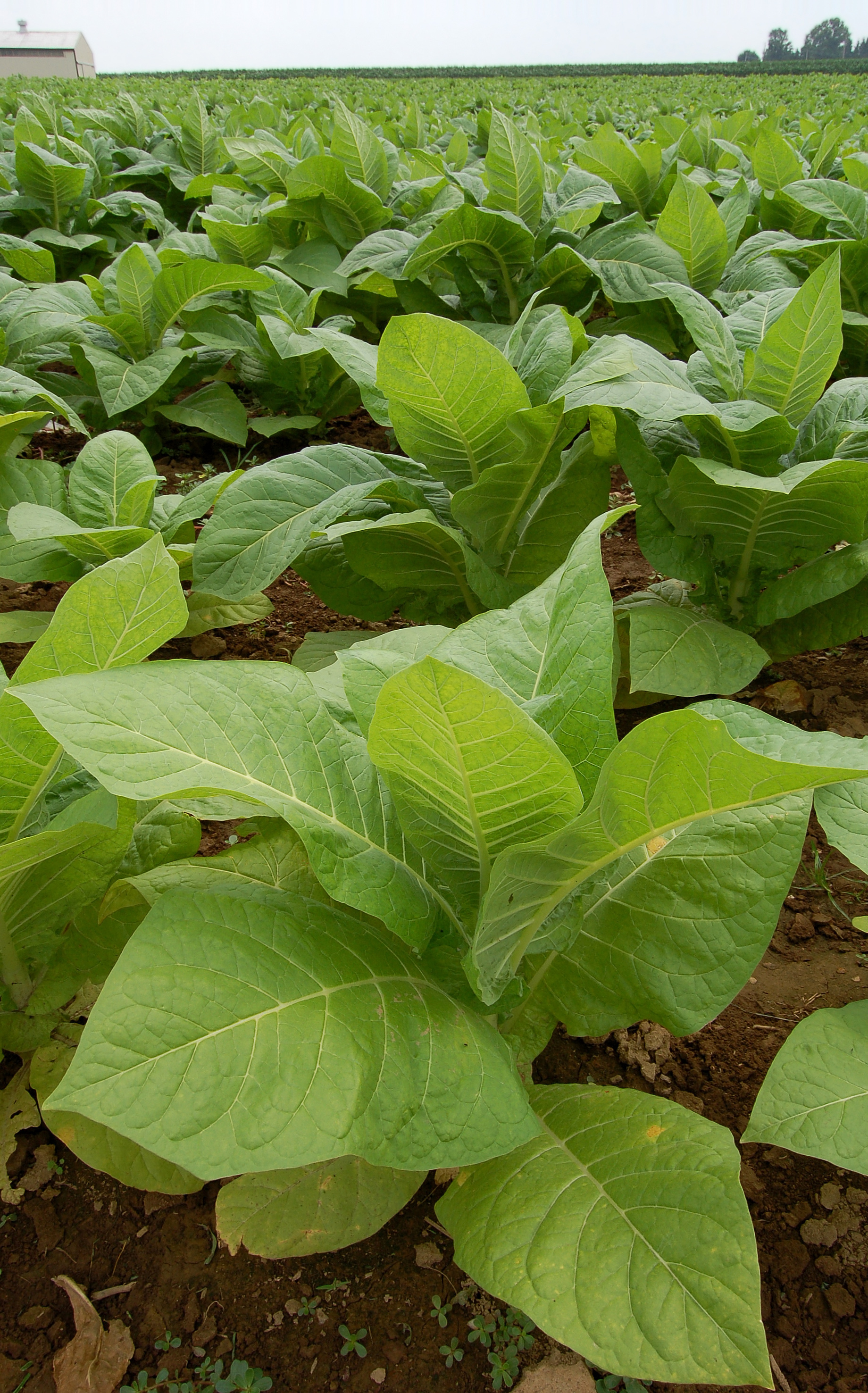
Plantación de tabaco en Pensilvania, Estados Unidos.

Todos estos cultivos de la zona intertropical o subtropical deben implantarse en áreas donde no exista demasiada diversidad ecológica y podríamos decir que son preferibles las regiones de sabana a las de selva. En algunos casos, como en el caso de la caña de azúcar, es conveniente y hasta necesario el empleo del regadío en las zonas más secas. Varios casos de fracasos a gran escala pueden servir de ejemplo al problema de no tomar en cuenta las condiciones ecológicas de la zona intertropical. Entre estos fracasos, resulta casi emblemático el Proyecto del río Jari () en la cuenca del Amazonas, una obra del multimillonario estadounidense Daniel K. Ludwig (). Sin embargo, es justo reconocer que más que los aspectos ecológicos de la zona del río Jari (un afluente directo del Amazonas por la margen izquierda, cerca de su desembocadura), las verdaderas razones del fracaso de este proyecto se debieron a factores humanos y no ecológicos.
En gran medida, los cultivos de plantación de la zona intertropical requieren de grandes cantidades de capital y de mano de obra barata, aunque la relación con respecto a la unidad de superficie cultivada sea pequeña. Es decir, poca mano de obra y poco capital por hectárea, pero mucho capital y mucha mano de obra, en total, por las grandes superficies cultivadas.

## Cultivos de plantación

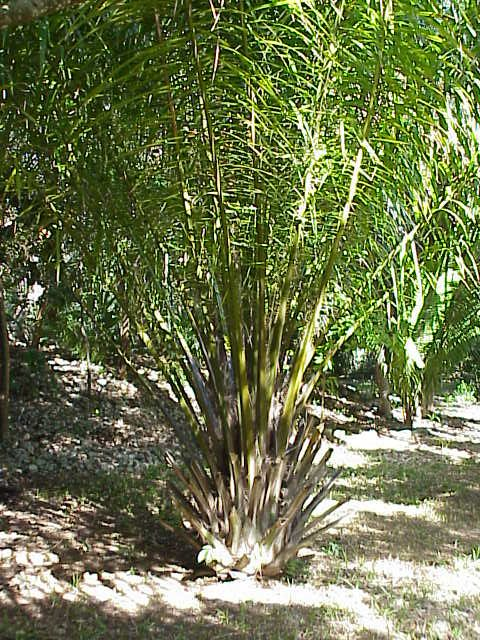
Elaeis guineensis, también conocida como palma africana.

Los principales son: caña de azúcar, algodón, bananas, cacao, café, cocos, té, palma africana y algunos más.

### Características
Las principales son: el latifundismo, la economía de escala (producción a gran escala), la integración vertical, el empleo de mano de obra no cualificada y casi siempre subpagada (a menudo peones ocasionales y esclavos hasta la segunda mitad del siglo XIX), el escaso valor específico de las mercancías obtenidas y, eventualmente, la superproducción, especialmente, en aquellas plantaciones de la Zona intertropical.